# Euphorbia roschanica
Euphorbia roschanica  (лат.) — вид двудольных растений рода Молочай (Euphorbia) семейства Молочайные (Euphorbiaceae). Под текущим таксономическим названием растение было описано ботаником Сергеем Кирилловичем Черепановым в 1981 году.
Синонимичное название — Tithymalus roschanicus Ikonn.basionym.

## Распространение, описание
Эндемик Таджикистана.
Листья простые, без членения. Соцветие — зонтик, несёт цветки жёлтого цвета. Плод — коробочка либо многоорешек[прояснить]. Ядовито.